# Vilitis de etiología desconocida
La vilitis de causa desconocida (VUE, del inglés Villitis of unknown etiology), también conocida como vilitis crónica, es una lesión placentaria. Es una condición inflamatoria que involucra las vellosidades coriónicas (vellosidades placentarias). Además, es una condición recurrente y puede estar asociada con la restricción del crecimiento intrauterino (RCIU). La RCIU implica el crecimiento deficiente del feto, la muerte fetal, el aborto espontáneo y el parto prematuro. Se repite en aproximadamente 1/3 de los embarazos posteriores.
Es una lesión común caracterizada por inflamación en las vellosidades coriónicas placentarias. VUE también se caracteriza por la transferencia de linfocitos maternos a través de la placenta.
Se diagnostica en 7 a 10% de placentas en embarazos. Aproximadamente el 80% de los casos de VUE son placentas a término (más de 37 semanas de embarazo). Un caso de VUE en una placenta de menos de 32 semanas debe ser examinado para detectar villitis infecciosa.

## Patogénesis
Las células inflamatorias de origen materno podrían acceder al estoma velloso fetal de múltiples formas:
La barrera del trofoblasto velloso podría dañarse. En el tercer trimestre, los nudos sincitiales se desprenden de las vellosidades placentarias fetales. El desprendimiento puede desnudar el estroma velloso. La barrera podría romperse por trombosis fetal anterior o daño isquémico por infarto materno. La necrosis de los sincitiotrofoblastos podría surgir como resultado de la activación de los componentes de la coagulación, el sistema del complemento o las plaquetas por parte de anticuerpos o antifosfolípidos.
Se puede hacer que los sincitiotrofoblastos exhiban moléculas de adhesión (molécula de adhesión intracelular 1, E-selectina) en VUE, aunque en condiciones normales no se expresan moléculas de adhesión.
Los linfocitos maternos pueden entrar en el estroma fetal atravesando la barrera trofoblástica de las vellosidades a través de las vellosidades de anclaje. Las vellosidades de anclaje pierden su capa de sincitiotrofoblasto epitelial continuo a medida que las vellosidades maduran y se convierten en trofoblastos intermedios invasivos a lo largo del curso de desarrollo de la placenta. Las células estromales deciduales expresan un factor trófico, IL-15, para las células T de memoria CD8+. El tráfico de linfocitos maternos respondiendo a un antígeno en la deciduitis crónica podría activarse y entrar por la decidua.
La VUE es una reacción inflamatoria mediada por células T con predominio de CD8+. La VUE se desarrolla en el estroma de fibrovasculatura fetal de las vellosidades de la placenta, generalmente hacia el final del embarazo (placentas a término). Los linfocitos en VUE son de origen materno. VUE es una respuesta inflamatoria derivada del huésped que ocurre dentro de un tejido de aloinjerto de donante. El componente que no es de células T del infiltrado inflamatorio se origina tanto en el lado materno como en el placentario. La mayoría de las células presentadoras de antígenos eran células de Hofbauer (macrófagos) de origen fetal. Los monocitos-macrófagos perivellosos y las células gigantes histiocíticas eran de origen materno. Los macrófagos fetales en VUE proliferan y se activan como resultado de la regulación positiva de la expresión del antígeno MHC de clase 2. El examen de una placenta masculina con VUE demostró que el 11,2 % de los linfocitos CD3+ intravellosos eran fetales y el 88,8 % eran maternos. Los macrófagos, los linfocitos intervellosos, las células gigantes multinucleadas eran maternos; El 10,5% de las células intravellosas CD68+ y el 96,4% de las perivellosas CD68+ eran maternas. Los linfocitos eran predominantemente células T maternas. Las células maternas pueden entrar en las vellosidades placentarias y también en el feto.

## Diagnóstico
La VUE puede ser de 2 tipos, villitis crónica de bajo grado o villitis crónica de alto grado. La vellosidad crónica de bajo grado involucra menos de 10 vellosidades que contienen linfocitos. La vilitis crónica de bajo grado puede ser focal o multifocal. Focal ha involucrado vellosidades en solo un portaobjetos de vidrio, mientras que multifocal ha involucrado vellosidades en al menos dos portaobjetos. La vellosidad crónica de alto grado tiene más de 10 vellosidades inflamadas por foco. La villitis crónica de alto grado se diferencia en difusa y parcheada. El término parcheado se usa si menos del 30% de las vellosidades distales están involucradas. El término difusa se utiliza si más del 30% de las vellosidades distales están involucradas. 
La VUE tiene 2 patrones distintos prominentes. Aproximadamente el 50% de los casos únicamente involucran las vellosidades distales (vellosidades intermedias y terminales maduras) y no involucran las vellosidades del tallo proximal, las vellosidades de anclaje incrustadas en la placa basal y la placa coriónica. El segundo patrón más común (aproximadamente el 30% de los casos de VUE) involucra las vellosidades del tallo proximal (y posiblemente la placa coriónica) y, por lo general, las vellosidades distales. Este tipo de VUE está relacionado con lesiones obstructivas vasculares fetales (vasculopatía fetal obliterante).
La VUE no tiene signos y síntomas clínicos específicos que sugieran el diagnóstico; pero un análisis del filtrado inflamatorio puede ayudar en el diagnóstico. La composición del infiltrado inflamatorio en VUE a nivel celular es principalmente macrófagos y linfocitos. Las proporciones relativas de las células varían caso por caso. Los linfocitos presentes en VUE son predominantemente células T CD8+ y luego CD4. Suele haber una proporción de 0,1 a 0,5 para CD4/CD8. Los macrófagos presentes son principalmente Mac387-, seguido de CD68 y HAM56+. Los antígenos del complejo principal de histocompatibilidad (MHC) de clase 2 en los macrófagos están regulados al alza en los sitios de VUE. Los neutrófilos no deben estar presentes en los sitios de VUE. VUE es una condición que involucra inflamación y no inflamación. Un alto número de neutrófilos está presente en la vilitis infecciosa y no en la VUE.

### Histopatología
Histomorfológicamente, la VUE se caracteriza por un infiltrado linfocitario de las vellosidades coriónicas sin una causa demostrable. Las células plasmáticas deben estar ausentes; la presencia de células plasmáticas sugiere una etiología infecciosa, por ejemplo, infección por CMV. 

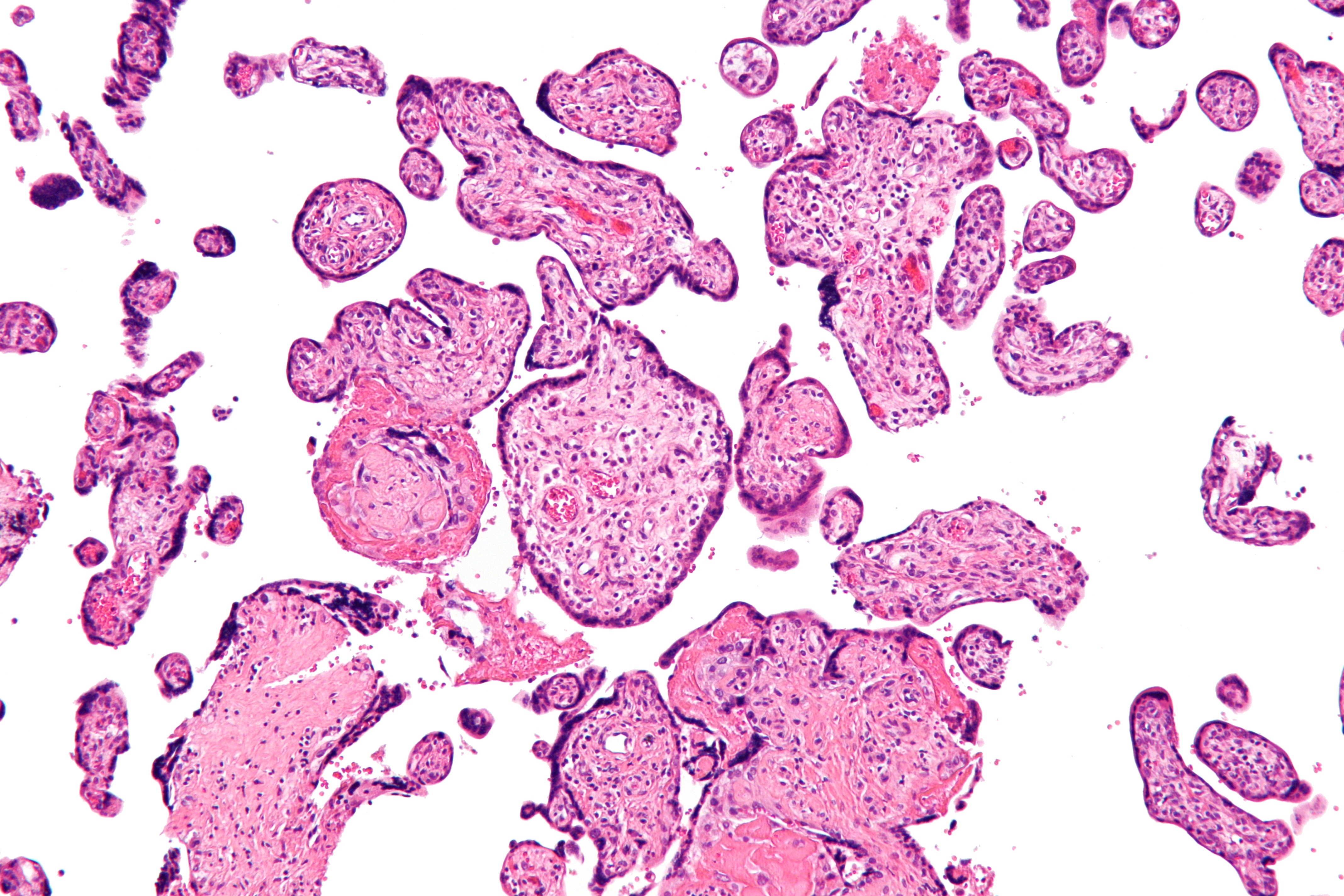
Villitis crónica de bajo grado
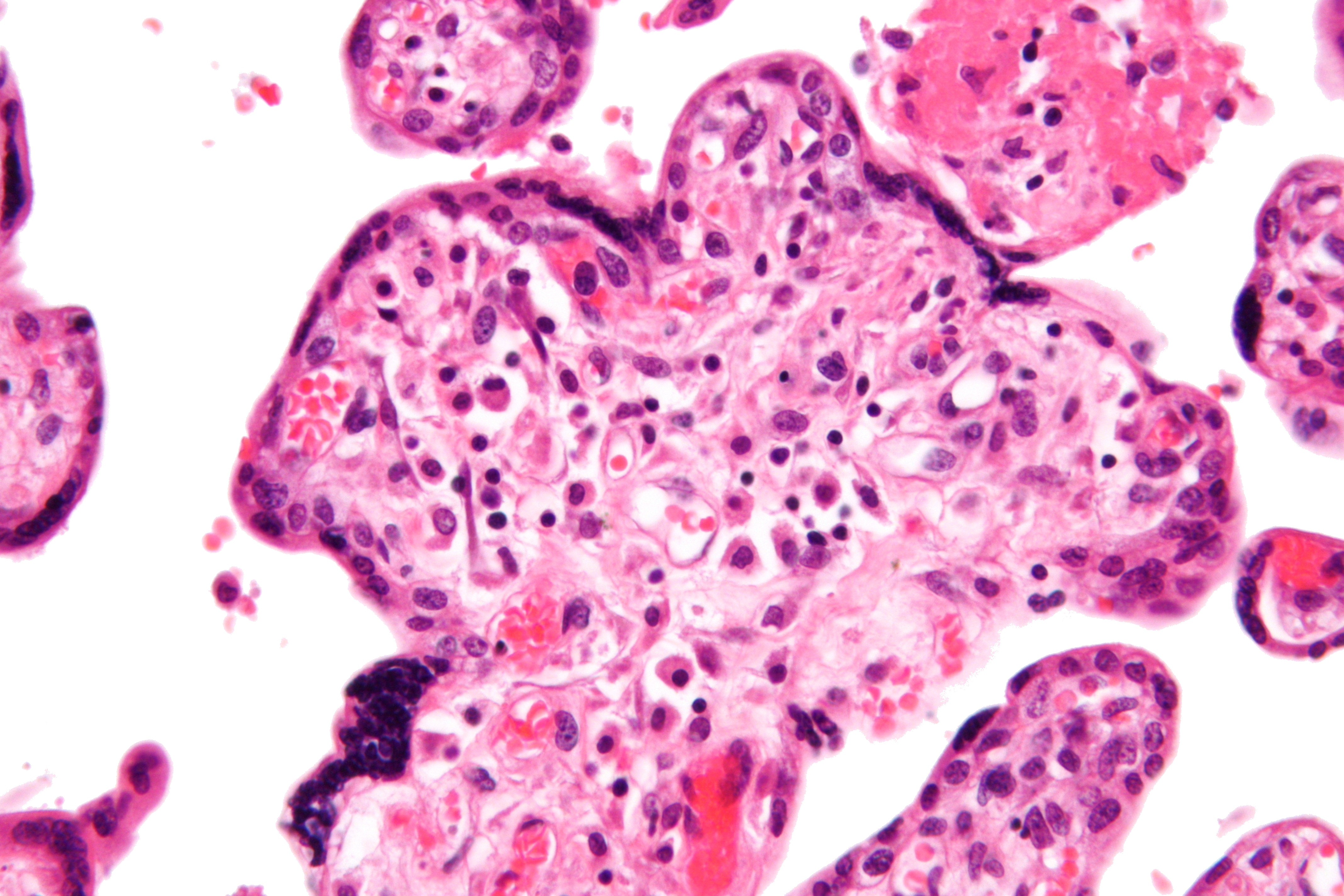
Villitis crónica de alto grado

### Diagnóstico diferencial
La VUE a menudo se confunde con vilitis infecciosa. Se pueden diferenciar por las siguientes características: No hay signos de infección ni en la madre ni en el lactante con VUE. Vellosidades infecciosas hay infección tanto materna como fetal. VUE es más común que la vilitis infecciosa; La villitis infecciosa está presente en aproximadamente 1 a 4 nacimientos por cada 1000 nacimientos. VUE está presente en aproximadamente 76 a 136 nacimientos por cada 1000 nacimientos. La VUE ocurre en la placenta a término, a fines del tercer trimestre del embarazo. La villitis infecciosa ocurre entre principios del tercer y finales del segundo trimestre del embarazo. Las vellosidades infecciosas involucran una mayor parte de la placenta (cordón umbilical, placa coriónica, membranas ) en comparación con VUE (vellosidades terminales y de tallo). Histológicamente, la VUE se caracteriza por la presencia de más linfocitos que la vilitis infecciosa. La recurrencia de la vilitis infecciosa es rara. VUE tiene una tasa de recurrencia del 10% al 15%.

## Prevención
No se conocen métodos de prevención para VUE, pero se prevé que podría deberse a una infección por Treponema pallidum, Toxoplasma gondi y citomegalovirus.

## Epidemiología
En Nueva Zelanda, VUE es más común en los caucásicos que en los maoríes y de ascendencia asiática. Las mujeres obesas tienen más probabilidades de desarrollar VUE; esto podría deberse a que las mujeres obesas tienen placentas más grandes, por lo que tienen una mayor cantidad de macrófagos vellosos, lo que podría aumentar la eficiencia de la presentación de antígenos que resulta en VUE.